# Dřínov, Kroměříž
Dřínov là một làng thuộc huyện Kroměříž, vùng Zlínský, Cộng hòa Séc.